# Rachel Sweet (Amerikaans artiest)
Rachel Sweet (Akron, 28 juli 1962) is een Amerikaanse zangeres, actrice, auteur en televisieproducente.

## Jeugd
Al op 3-jarige leeftijd begon de zangcarrière van Rachel Sweet. Ze won talentenjachten in Akron en omgeving. In New York was ze op 5-jarige leeftijd kindermodel en werd ze ingehuurd voor reclamespots en –jingles. Later zong ze in het voorprogramma van Mickey Rooney. Op 12-jarige leeftijd trad ze met orkest op in Las Vegas als vooract voor Bill Cosby. Ze nam deel aan een casting voor de hoofdrol in de film The Exorcist. Rond deze tijd echter nam ze haar eerste single op. Op 14-jarige leeftijd volgde dan in Nashville de tweede single We Live In Two Different Worlds, die toch kort in de Amerikaanse country top 100 kwam. Tijdens het daarop volgende jaar ontmoette ze de muziekproducent Liam Sternberg.

## Carrière
Sternberg had voor het jonge, Londense independent-label Stiff Records de lp The Akron Compilation samengesteld met new wave-muziek uit Akron. Twee nummers daarop had hij geproduceerd met Rachel Sweet. Bij de verantwoordelijken van Stiff Records kwam de sound van Sweets nummers goed aan en aldus kreeg ze een contract.
Sternberg, die haar manager was, nam met haar in 1978 de eerste lp Fool Around op met een mengeling van countrymuziek, folk en rock-'n-roll, maar werd echter verkocht als new wave, zoals alles wat bij Stiff Records in de begintijd verscheen. Van invloed was ook, dat enkele muzikanten van Ian Dury's Blockheads meespeelden. Voor enkele songs haalde Stiff Records Brinsley Schwarz en Andrew Bodnar van The Rumour naar de studio, zo ook voor de single B-A-B-Y, een cover van Carla Thomas uit de jaren 1960. De ondertussen 16-jarige ging mee op de Be Stiff-promotie-tournee, waaraan ook Lene Lovich, Wreckless Eric, Mickey Jupp en Jona Lewie deelnamen. Rachels band tijdens deze tournee waren The Records. Rachel werd beroemd, de lp werd geprezen en de single werd zelfs gekocht. Ze stond acht weken in de Britse hitlijst (#35). Enige opwinding ontstond in het puriteinse Verenigd Koninkrijk rondom het veronderstelde Lolita-imago, waarmee Stiff Records de pas 16-jarige op de markt bracht.
Met haar tweede album Protect the Innocent wilde Stiff Records Sweet nog verder in de new wave-hoek dringen. Songs van The Damned, Graham Parker, The Velvet Underground, Moon Martin en de nieuwe producenten Martin Rushent en Alan Winstanley zouden daarvoor zorgen. De muzikanten in de geluidsstudio was de Schotse pubband Bus Company uit Aberdeen. Ofschoon Stiff Records probeerde om de lp met een tournee van Sweet te lanceren, lukte het niet zo goed met het commerciële succes. In Duitsland hielpen ook drie optredens in de Musikladen niet mee. Eind 1980 ging Rachel Sweet terug naar haar thuisland.
In de Verenigde Staten was ze hoe dan ook bij Stiff Records dusdanig bekend geworden, dat ze in 1981 een contract kreeg bij CBS Records. Ze nam de lp ...And Then He Kissed Me op, waarop zich ook een cover van de klassieker Everlasting Love van Robert Knight bevond. Het duet met Rex Smith steeg aan beide kanten van de Atlantische Oceaan in de top 40 van de pophitlijst. Uit dit album was ook Sweets succesvolste coversong in Duitsland, Then He Kissed Me / Be My Baby (#24) afkomstig, die zich 17 weken kon handhaven in de hitlijst. Hierbij werkten ook twee optredens bij de Duitse televisie in haar voordeel, namelijk in Musikladen (ARD) en Disco (ZDF).
In 1982 bracht ze nog het album Blame It on Love uit, dat ze ook zelf produceerde. Daarna trok ze zich tijdelijk terug uit de muziekbusiness. Na net 20 jaar was haar eerste carrière voorbij. Ze ging daarna terug naar de universiteit en voltooide een studie aan de New Yorkse Columbia-universiteit.

## Haar tweede carrière
Rachel Sweet concentreerde zich daarna op het acteren, het schrijven van draaiboeken en de productie van films en tv-programma's. Ze trad op in sitcoms als Night Court, Seinfeld en de Silver Girls en had op een comedy-kanaal in 1989/1990 haar eigen show The Sweet Life. Af en toe zong ze ook weer, zoals de titelsong van de films Hairspray en Cry-Baby. In 1990 nam ze zelfs nog een complete lp op, waarbij haar naam echter niet werd genoemd. Ze leende haar stem voor de soundtrack van een animatiefilm uit aan Barbie.
In 1993 werkte ze mee als auteur aan de serie The Nanny. Sinds 1995 schreef ze draaiboeken voor onder andere de tv-serie George Lopez en sinds 1997 werkt ze ook als producente van tv-films en –series.

## Privéleven
Sinds 1997 is ze getrouwd met Tom Palmer en heeft ze twee kinderen.

## Discografie

### Singles
- 1974: Faded Rose
- 1976: We Live in Two Different Worlds
- 1976: The Ballad of Mabel Ruth Miller and John Wesley Pritchett
- 1976: I Believe What I Believe
- 1977: Overnight Success
- 1978: Any Port in a Storm
- 1978:	B-A-B-Y
- 1979: I Go to Pieces
- 1979: Baby Let's Play House
- 1980: Fool's Gold
- 1980: Spellbound
- 1981: Shadows of the Night
- 1981:	Everlasting Love (met Rex Smith)
- 1981: Then He Kissed Me (Be My Baby)
- 1982:	Party Girl
- 1983:	Voo Doo
- 1988: Hairspray
- 1990: Cry Baby

### Albums
- 1978: B.A.B.Y. - The Best of
- 1978:	Fool Around
- 1980:	Protect the Innocent
- 1981:	...And Then He Kissed Me
- 1982: Blame it on Love
- 1992: Fool Around: The Best of
- 2014: Baby: Complete Stiff Recordings 1978 - 1980

- Gemeinsame Normdatei: 134535022
- International Standard Name Identifier: 0000 0000 5547 9507
- Library of Congress Control Number: n93045602
- MusicBrainz: 0c085548-8a13-4c6a-ad32-2e773cc81717
- Virtual International Authority File: 50897038
- WorldCat: E39PBJgXcGj8kv4m4TwQkFB9Dq